# كأس الدوري الياباني 2007
كأس الدوري الياباني 2007 (باليابانية: 2007年のJリーグカップ) هو الموسم 15 من كأس الدوري الياباني. أشرف على تنظيمه دوري الدرجة الأولى الياباني، وكان عدد الأندية المشاركة فيه 18، وفاز فيه غامبا أوساكا.